# Digama monosticta
Digama monosticta är en fjärilsart som beskrevs av Emilio Berio 1941. Digama monosticta ingår i släktet Digama och familjen björnspinnare. Inga underarter finns listade i Catalogue of Life.